# 东罗镇
东罗镇，是中华人民共和国广西壮族自治区崇左市扶绥县下辖的一个乡镇级行政单位。

## 行政区划
东罗镇下辖以下地区：
东罗村、客兰村、都充村、那练村、岑凡村、渠坎村、岜羊村、东斗村和厚寨村。

## 煤矿
省属东罗矿务局本部设在东罗镇。准轨铁路专用线与湘桂铁路渠黎站相接，正线长23.96公里。
1958年南宁专署组织扶绥、天等、龙津县民兵8万余人，成立扶绥天等龙津煤焦联合指挥部，露天开采扶绥煤田浅部煤层。1958年12月28日改为南宁地区东罗煤矿，有5000人。1959年建成铁路专用线，5对矿井陆续建成投产，原煤36.14万吨，获全国群英会“先进集体”。1962年1月11日改为自治区东罗矿务局。1978年荣获煤炭工业部和自治区授予“学大庆先进企业”称号。1985年职工6620人，生产矿井6对，设计年产能力73万吨。扶绥煤田中部的东罗、五联、那全、渠勒4个矿区，截至1990年末煤炭资源累计探明储量1.28亿吨，保有储量0.99亿吨。井田边界受断层所限多为小型矿井，服务年限短，矿井接替频繁。    